# Xestochironomus brunneus
Xestochironomus brunneus är en tvåvingeart som beskrevs av Art Borkent 1984. Xestochironomus brunneus ingår i släktet Xestochironomus och familjen fjädermyggor.
Artens utbredningsområde är New Mexico. Inga underarter finns listade i Catalogue of Life.